# Wahlkreis Meißen II
Der Wahlkreis Meißen II war ein Landtagswahlkreis zur Landtagswahl in Sachsen 1990, der ersten Landtagswahl nach der Wiedergründung des Landes Sachsen. Er hatte die Wahlkreisnummer 23.
Der Wahlkreis umfasste einen Teil der Städte und Gemeinden des Landkreises Meißen: Bockwen-Polenz, Burkhardswalde-Munzig, Coswig, Deutschenbora, Dörschnitz, Garsebach, Gauernitz, Heynitz, Klipphausen, Krögis, Leuben, Lommatzsch, Miltitz, Neckanitz, Nossen, Planitz-Deila, Raußlitz, Rhäsa, Röhrsdorf, Rüsseina, Scharfenberg, Schleinitz, Striegnitz, Tanneberg, Taubenheim, Wachtnitz, Weistropp, Wuhnitz und Ziegenhain.
Für die Landtagswahlen 1994 wurde auch infolge der Kreisreform die Wahlkreisstruktur verändert, zudem wurde die Zahl der Wahlkreise von 80 auf 60 verringert. Das Gebiet des Wahlkreises Meißen II wurde 1994 Teil des Wahlkreises Meißen-Dresden West.

## Ergebnisse
Die Landtagswahl 1990 fand am 14. Oktober 1990 statt und hatte folgendes Ergebnis für den Wahlkreis Meißen II:
| Direktkandidat | Partei (Kürzel) | Erststimmen (%) | Zweitstimmen (%) |
| -------------- | --------------- | --------------- | ---------------- |
|                | DA              | 01,2            | 00,7             |
| Karin Keller   | CDU             | 54,9            | 59,2             |
|                | Chr. L          | -               | 00,4             |
|                | DBU             | -               | 00,6             |
|                | DSU             | 05,4            | 03,8             |
|                | F.D.P.          | 06,5            | 03,9             |
|                | LL-PDS          | 08,6            | 08,0             |
|                | NPD             | -               | 00,7             |
|                | FORUM           | 07,1            | 04,8             |
|                | RAP             | -               | 00,1             |
|                | SHB             | -               | 00,1             |
|                | SPD             | 16,3            | 17,8             |

Es waren 44.483 Personen wahlberechtigt. Die Wahlbeteiligung lag bei 74,1 %. Von den abgegebenen Stimmen waren 2,3 % ungültig. Als Direktkandidat wurde Karin Keller (CDU) gewählt. Er erreichte 54,9 % aller gültigen Stimmen.